# Ermia di Atarneo
Ermia (in greco antico: Ἑρμίας ὁ Ἀταρνεύς?; ... – 341 a.C.) è stato un politico greco antico, governò su Atarneo e Asso, in Asia Minore.
La prima menzione di Ermia è indicata come schiavo di Eubulo, un banchiere della Bitinia che governò Atarneo. Ermia ottenne la libertà ed ereditò il comando su Atarneo. A causa della sua politica, il suo controllo fu esteso ad altre città vicine, come ad esempio Asso, in Asia Minore. 
In gioventù Ermia aveva studiato filosofia nell'Accademia di Platone. Lì aveva incontrato Aristotele.  Dopo la morte di Platone, nel 347 a.C., Senocrate e Aristotele si recarono ad Asso sotto il patrocinio di Ermia. Aristotele vi fondò la sua prima scuola filosofica e sposò Pizia, la figlia adottiva e nipote di Ermia.
Le città di Ermia furono tra quelle che si ribellarono al dominio persiano. Nel 342 a.C., il re persiano,  Artaserse III, inviò Memnone di Rodi per riconquistare queste città costiere. Con la scusa di una tregua Memnone ingannò Ermia chiedendogli di rendergli visita, e dopo averlo arrestato lo mandò in catene a Susa. Ermia fu torturato, presumibilmente da Memnone per saperne di più sugli imminenti piani di invasione di  Filippo di Macedonia. Le parole di Ermia morente furono che non aveva fatto niente di indegno della filosofia.
Dopo la morte di Ermia, Aristotele gli dedicò una statua a Delfi e compose un inno alla Virtù in suo onore.

## Biografia

### Primi anni
Ermia aveva sorprendentemente umili origini rispetto alla quantità di prestigio politico e di riconoscimenti che avrebbe guadagnato negli ultimi anni della sua vita.  Anche se la sua data di nascita rimane sconosciuta, la prima volta che viene menzionato era uno schiavo di Eubulo, un ricco banchiere e tiranno dispotico delle terre circostanti Asso e Atarneo, due città commerciali sulla costa della Troade in Asia Minore.  Mentre alcuni storici antichi, come Teopompo, hanno affermato che Ermia era un eunuco, gli storici moderni screditano queste osservazioni considerandole prive di fondamento, come niente di più che tentativi di infangare la sua reputazione. Nonostante Ermia fosse considerato uno schiavo, fu estremamente apprezzato, rispettato e privilegiato.
In giovane età fu inviato ad Atene per studiare con Platone e Aristotele per alcuni anni. Fu durante questi anni della sua istruzione formale che Ermia sviluppò una forte e intima amicizia con Aristotele. È fondamentale conoscere l'impostazione globale durante i primi anni di Ermia per consolidare la nostra comprensione delle azioni intraprese nel corso della sua vita matura. I primi anni di vita di Ermia furono spesi in una fase di transizione anticipando l'espansione colossale dell'Impero macedone, guidato da Alessandro Magno. Durante questo periodo, la maggior parte delle potenze vicine dovettero far fronte ad un grande conflitto interno e a disordini. Mentre il potere delle città-stato greche continuava a diminuire in seguito alla guerra del Peloponneso, il regno di Macedonia a nord rimase coinvolto in conflitti dinastici. Allo stesso modo, il grande impero persiano di un tempo era ostacolato da faide interne e da dirigenti incompetenti, con la conseguente perdita di territori occidentali come le terre in Asia Minore in cui iniziarono delle rivolte o si sciolsero dai legami con l'impero (come il governo dispotico creato dal padrone di Ermia).

### Maturità
La grande disorganizzazione politica tra le potenze vicine consentì ad Ermia di ottenere un grande potere politico e l'indipendenza. Dopo il completamento della sua formazione ad Atene, Ermia tornò a Atarneo per costituire una forma di partenariato con Eubulo sul dominio della città. Tuttavia, non molto tempo dopo la loro riunione, Eubulo morì lasciando ad Ermia la successione al governo intorno al 351 a.C.  Controllando una grande distesa di territorio, Ermia cominciò ad attirare l'attenzione dielle potenze vicine visto che il suo dominio continuava ad espandersi. Desideroso di lanciare campagne estese in Tracia e, eventualmente, in Persia, Filippo II di Macedonia considerò Ermia come un utile potenziale alleato.  Offrendo un punto di partenza strategico per le invasioni macedoni, un'alleanza con Ermia sembrava vitale. Approfittando della loro amicizia passata, il re Filippo ordinò ad Aristotele "di recarsi in Asia Minore e andare da Ermia di Atarneo per motivi politici o imperialistici".
Dopo aver preso congedo da Atene a causa del crescente risentimento verso i macedoni e della morte di Platone nel 347 a.C., Aristotele accettò di recarsi in Asia Minore, come richiesto dal re Filippo. Accompagnato dal collega filosofo Senocrate, Aristotele ricevette un caloroso benvenuto ed iniziò subito a stabilire legami politici tra il re Filippo e Ermia. Un aspetto sorprendente della vita di Ermia è la grande influenza che Aristotele gioca sulle sue decisioni. Mentre originariamente governava le sue terre con un rigoroso dispotismo, dopo l'arrivo di Aristotele ad Atarneo seguì rapidamente una trasformazione del governo secondo metodi più  platonici e una tirannia più mite. Questi cambiamenti, non solo consentirono ad Ermia di ottenere il sostegno dei popoli confinanti, ma riuscirono ad aumentare il suo territorio in gran parte nella zona costiera.
Col passare del tempo, Ermia cominciò a temere una invasione persiana dell'Asia Minore. Infatti, mentre egli si era affermato nel corso di un periodo di dirigenti persiani incompetenti e conflitti interni, l'ascesa di Artaserse III al trono di Persia nel 358 a.C. pose questi nella determinazione di riconquistare le terre perse a causa delle rivolte e secessioni di molti dei territori un tempo occupati dall'impero persiano. Mentre il periodo iniziale della vita di Ermia si svolse durante i disordini che precedero la massiccia conquista di Alessandro, la sua vita matura rivela l'emergere del regno di Macedonia come potenza formidabile e le fasi iniziali dei piani di invasione del re Filippo poi completati da suo figlio Alessandro.

### Morte
Sebbene Ermia avrebbe potuto trarre grandi benefici da una forte alleanza militare con i macedoni per proteggere i suoi confini da una invasione persiana, il re Filippo improvvisamente tagliò tutte le comunicazioni con lui a causa di minacce da parte di Atene di attaccare la Macedonia con l'aiuto persiano se avesse continuato ad invadere l'Asia Minore. Questo tradimento condannò Ermia ad un destino crudele. Al fine di recuperare le perdite di territorio persiano e scoprire i piani di invasione macedoni, Artaserse III assoldò un mercenario greco traditore di nome Mentore. Mentre alcuni credevano che a catturare Ermia fosse stato Memnone di Rodi, lo storico Diodoro Siculo afferma che in realtà era stato suo fratello Mentore. A Mentore era stato affidato il compito di catturare Ermia, e quindi riconquistare le sue terre all'Impero persiano. Disgustato dalle azioni intraprese dal re Filippo, Aristotele iniziò a scrivere delle lettere per convincere Mentore a cambiare schieramento.
Anche se alla fine si impegnò a garantire la sicurezza di Ermia, Mentore colse il momento opportuno per catturarlo e inviarlo a Susa in catene. Una volta a Susa, Ermia fu torturato nel vano tentativo di estorcergli informazioni riguardanti i piani di invasione di re Filippo. Rifiutando di tradire i suoi compagni, le sue ultime parole furono "dite ai miei amici che non ho fatto nulla di vergognoso o indegno di filosofia". Morì nel 341 a.C. La sua dichiarazione finale visualizza la grandezza dell'amicizia di Ermia verso Aristotele, così come l'influenza della filosofia di Aristotele sulla sua vita. Dopo la sua morte, Aristotele creò un memoriale a Delfi per commemorare la fedeltà di Ermia e compose un inno in suo onore. Aristotele si riservò inoltre il diritto di sposare la nipote o figlia di Ermia, Pizia, una volta che fosse diventa maggiorenne.

## Contributi storici
Anche se Ermia svolse un ruolo minore nelle lotte politiche che precedettero l'espansione del regno di Macedonia, i dettagli della sua morte ebbero gravi ripercussioni storiche. Dopo essersi tenuto in contatto con il re Filippo attraverso Aristotele, Ermia probabilmente conosceva le specifiche dei suoi piani di invasione in Tracia, Asia Minore e Persia. Anche dopo essere stato duramente tradito dal re Filippo, Ermia mostrò grande lealtà con il suo rifiuto a parlare durante l'interrogatorio a cui fu sottoposto dai persiani. Questa devozione costante verso i suoi alleati protesse la segretezza dei piani di invasione macedoni e molto probabilmente giocò un piccolo ruolo nella facilità di espansione di Alessandro.
Un altro dei contributi significativi di Ermia è la conoscenza acquisita, attraverso i suoi racconti, dei rapporti sociali e politici nel IV secolo a.C. Un testimone esperto attivo nella lotta per il potere politico del tempo, I racconti sulla vita di Ermia offrono informazioni sulle circostanze politiche che hanno permesso la conquista macedone. Esse riguardano il diminuito potere e il disordine generale che colpì gli imperi più anziani e le turbolenze della guerra del Peloponneso impedì alle città-stato greche di assurgere al dominio del Mediterraneo, mentre i conflitti interni e capi incompetenti crearono una grande recessione nel potere persiano con perdita di gran parte del loro territorio.
Concludendo i suoi conflitti dinastici e riunita sotto il re Filippo, la Macedonia si affermò come un regno stabile e capace di grande espansione. I racconti di Ermia offrono una fonte imparziale di informazioni di questo periodo. Mentre la storia è comunemente determinata dal vincitore, la forte amicizia di Ermia per Aristotele ha fatto conservare la sua storia visto che egli è costantemente citato in gran parte delle scritture di Aristotele. Se non fosse stato per questo forte legame, l'esistenza di Ermia sarebbe stata dimenticata e i suoi effetti sugli esiti storici trascurati.

## Prime interpretazioni
Si sa poco di Ermia a parte i racconti di Aristotele, poiché ci sono poche fonti precedenti. A causa delle sue origini della Bitinia, i primi storici greci come Teopompo e Teocrito lo consideravano come un barbaro. Dichiarandolo un tiranno barbaro, spesso vennero fatti tentativi di infangare la sua reputazione, come ad esempio diffondendo la voce che egli era un eunuco.  La critica negativa fatta da Teocrito e Teopompo è molto probabilmente dovuta alla sua usurpazione di Atarneo, e visto che entrambi gli storici erano nati a Chion, un'isola il cui territorio era una volta soggetto ad Atarneo, il risentimento contro Ermia è comprensibile.  Minacciate da un'invasione macedone dal nord, la maggior parte delle città-stato greche condannò Ermia a causa dei suoi collegamenti con il re Filippo.  Anche Aristotele fu costretto a lasciare Atene visto che aveva rapporti con entrambi.
Mentre gli storici del tempo rimproverano Ermia per le sue affiliazioni con la Macedonia, studi successivi sugli scritti di Aristotele hanno creato una ammirazione generale nei confronti del tiranno. Interpretazioni più moderne propongono che Ermia fu incredibilmente intelligente, soffrendo una dura sorte a causa dell'improvviso tradimento macedone. Joseph M. Bryant afferma che il suo significato è radicato nei suoi tentativi di "portare la filosofia al potere".  Influenzato dalla sua educazione basata sull'accademia, così come dalla sua schiera di compagni filosofi, Ermia gradualmente allentò la sua dura tirannia, lasciando al suo posto un governo platonico. Mentre le originarie vedute storiche di Ermia erano criticate a causa dei sentimenti degli abitanti di Chian, l'interpretazione presto riuscì a mettere in luce sia la sua intelligenza, che la sua importanza del suo potere politico e l'uso della filosofia.